# Saint-Chartier
Saint-Chartier ist eine französische Gemeinde mit 465 Einwohnern (Stand 1. Januar 2022) im Département Indre in der Region Centre-Val de Loire. Sie gehört zum Gemeindeverband Communauté de communes de la Châtre et Sainte Sévère. Die Einwohner werden Cartérien(ne)s genannt.

## Lage
Die Gemeinde liegt rund 28 Kilometer südöstlich von Châteauroux am Fluss Igneraie, im Südosten des Départements Indre, in der Naturlandschaft Boischaut-Sud.

## Geschichte
Der Ort verdankt seinen Namen dem Missionar Carterius, der im 6. Jahrhundert in Saint-Chartier gelebt hat. Die Abtei Déols gründete dort einen Konvent, der von den Mönchen zu einer kleinen Festung ausgebaut wurde. Diese wurde im 12. Jahrhundert, im Austausch für die Errichtung
einer Pfarrkirche, von der Adelsfamilie Chauvigny erworben und zu Wohnzwecken umgebaut. Das Château diente so bis ins 15. Jahrhundert als Herrschaftssitz und ist bemerkenswert gut erhalten.
Während der Französischen Revolution mussten auf Beschluss des Nationalkonvents Ortsnamen, die an das Königtum erinnerten, geändert werden. So wurde die Gemeinde von Vic-Saint-Chartier zunächst in Vic-les Eaux dann, in Anlehnung an die politische Gruppierung der Montagnards, in Vic-la-Montagne umbenannt.
Die Schriftstellerin George Sand wählte den Ort als Schauplatz für ihren im Juli 1853 erschienenen Roman Les Maîtres Sonneurs. Die Handlung ist das Leben eines Dudelsackspielers im ausgehenden 18. Jahrhundert in den zentralfranzösischen Provinzen Berry und Bourbonnais und bildet damit den Hintergrund für das seit 1976 jährlich im Juli stattfindende Musikfestival Rencontres internationales de Luthiers et Maîtres Sonneurs, die größte Veranstaltung für Alte Musik, Volksmusik und Instrumentenbau in Europa. Bis 2008 im Schlosspark von Saint-Chartier abgehalten, übersiedelte die Veranstaltung 2009 in den Park des Château d’Ars im Gebiet der Nachbargemeinde Lourouer-Saint-Laurent.

## Sehenswürdigkeiten
- Pfarrkirche Saint-Chartier aus dem 12. Jahrhundert
- Schloss Saint-Chartier bzw. Château des Maîtres Sonneurs

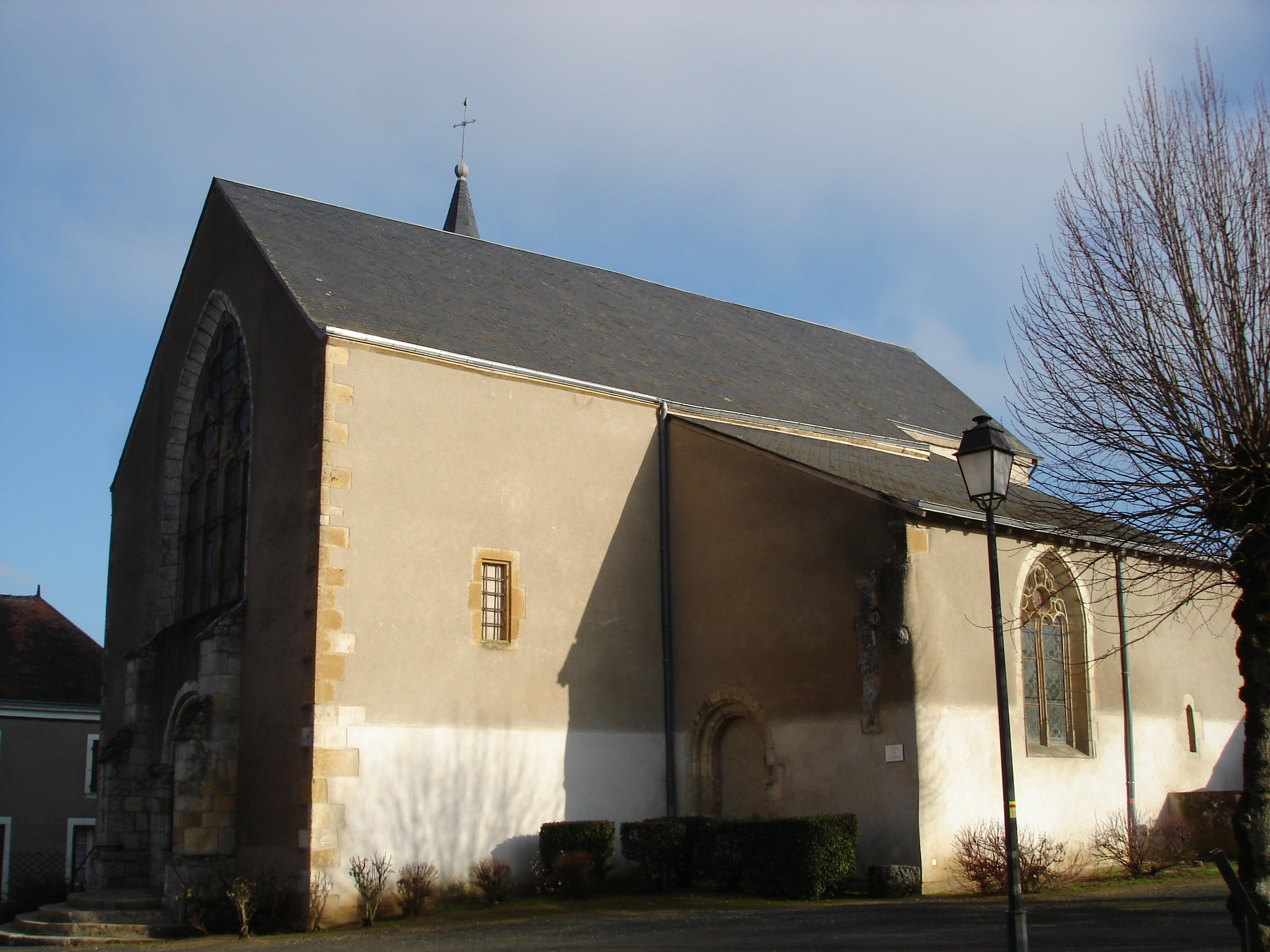
Kirche Saint-Chartier
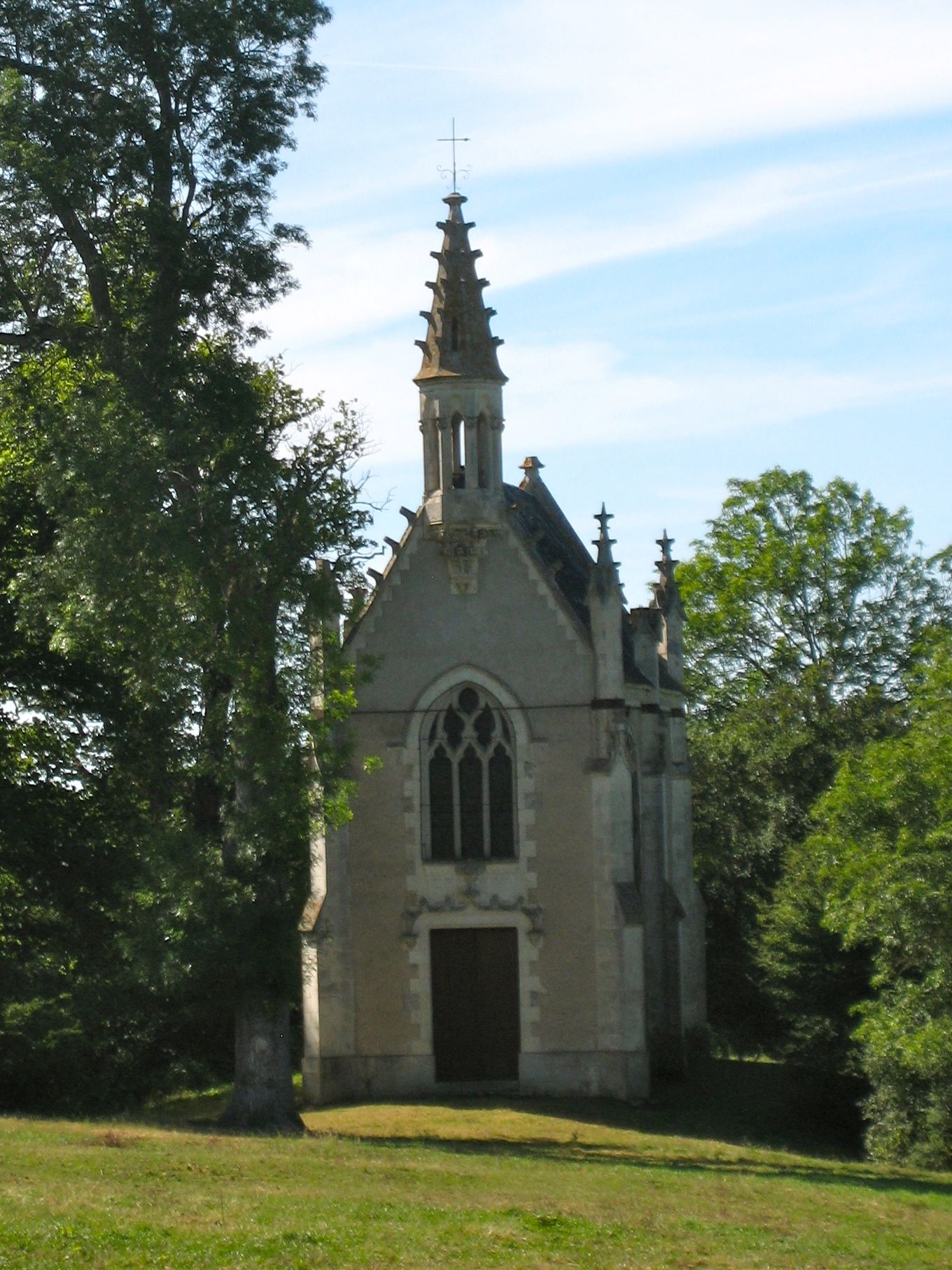
Grabkapelle des Schlosses
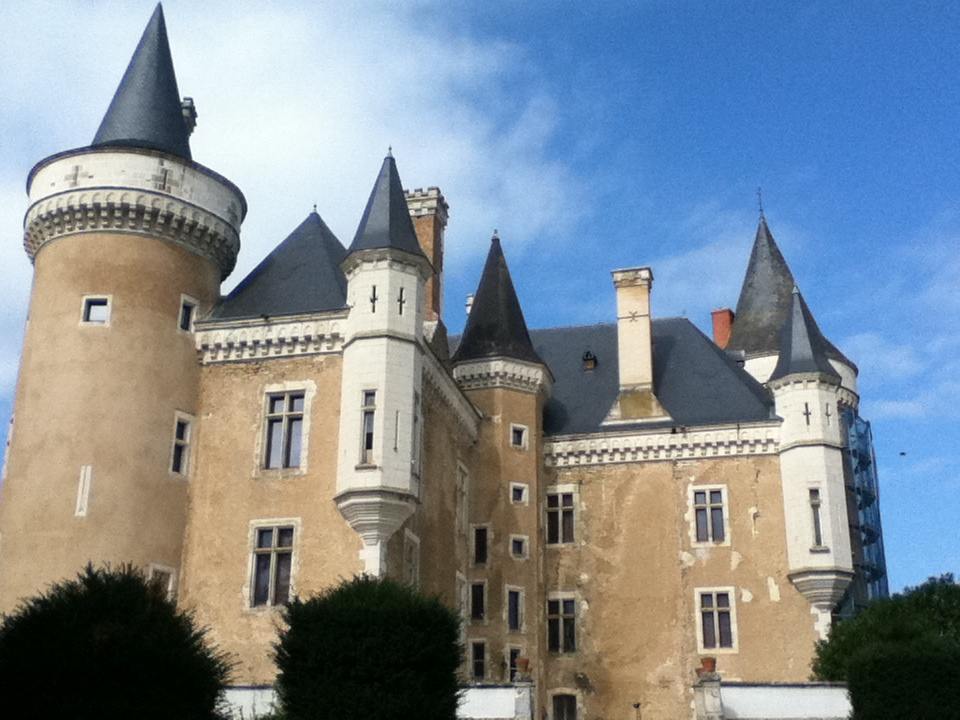
Schloss Saint-Chartier

## Bevölkerungsentwicklung
- 1962: 662
- 1968: 683
- 1975: 555
- 1982: 561
- 1990: 548
- 1999: 540
- 2006: 598
- 2017: 510

## Persönlichkeiten
- George Sand (1804–1876), Schriftstellerin